# マイテ・ガルシア
マイテ・ガルシア（Mayte Garcia, 1973年11月12日 - ）は、アメリカ合衆国の女優である。

## 出演作品

### テレビ
- アーミー・ワイフ
- CSI:ニューヨーク
- サイク/名探偵はサイキック?
- ラスベガス

### 映画
- ファイアー・ドッグ　消防犬デューイの大冒険